# Jardín botánico de Caracas
El Jardín botánico de Caracas (JBC) o Jardín botánico de la UCV es un sitio de Patrimonio Cultural de la Humanidad que forma parte de la Ciudad Universitaria de Caracas, sede de la Universidad Central de Venezuela (UCV). Posee una extensión de 70 hectáreas (0,70 kilómetros cuadrados) y está administrado por la Fundación Instituto Botánico de Venezuela (FIVB). Su código de reconocimiento internacional como institución botánica, así como las siglas de su herbario, es VEN. Está separado del Parque Los Caobos (que se encuentra al norte) por la Autopista Francisco Fajardo administrativamente hace parte de la parroquia San Pedro del Municipio Libertador de Caracas.

## Localización
Se encuentra ubicado en el centro geográfico de Caracas, formando parte del conjunto de la Ciudad Universitaria de Caracas, su entrada principal se encuentra en la Avenida Salvador Allende, constituida por el puente que conecta la Plaza Venezuela con la Entrada Tamanaco de la UCV.10°29′45.6″N 66°53′53.52″O / 10.496000, -66.8982000
El jardín botánico abre sus puertas todos los días del año, aunque sus tarifas son bastante accesibles, tiene descuentos especiales para estudiantes y profesores universitarios.

## Historia
En el año 1945, se inició un intenso trabajo científico de reforestación y plantación de árboles exóticos en terrenos de la antigua hacienda Ibarra para dar vida al Jardín Botánico de la UCV bajo la dirección del Dr. Tobías Lasser, apoyado por el horticultor suizo, August Braun y el jardinero venezolano Pedro Naspe. Abierto al público en 1958, este fue el primer jardín botánico del país y formó parte del proyecto original de la Ciudad Universitaria de Caracas. Además de albergar el Herbario Nacional, el Instituto Botánico de Venezuela y una amplia colección de arte, el jardín fue nombrado conjuntamente con la ciudad universitaria como Patrimonio de la Humanidad por la UNESCO el único en su tipo junto al Real Jardín Botánico Kew de Londres.
El 30 de octubre de 1969 la Universidad Central de Venezuela es allanada por el gobierno de la época, incluyendo el jardín botánico, pasando este a ser "Parque nacional" dependiente del Ministerio del Ambiente, para luego en 1991 convertirse en una fundación. A partir del 20 de diciembre de 2000 mediante decreto presidencial se incorpora el Jardín Botánico a la Ciudad Universitaria, bajo la figura de la Fundación Instituto Botánico de Venezuela (FIVB) adscrita a la UCV. Desde entonces su mantenimiento y control está bajo su responsabilidad.
En 2017, durante las protestas contra Nicolás Maduro, se retira el contingente de la Guardia Nacional Bolivariana que vigilaba las instalaciones desde 1969 para dispersar las manifestaciones. Las desprotegidas instalaciones del Jardín Botánico fueron objeto de hurtos de los equipos y materiales de servicio. El cableado principal de electricidad fue substraído durante lo saqueos, dejando todas las instalaciones del instituto sin energía eléctrica, afectando la actividad docente y de investigación y el mantenimiento de los patrimonios del Herbario Nacional de Venezuela la Biblioteca Henri Pittier y el Jardín Botánico de Caracas.

## Colecciones
El Jardín Botánico de Caracas cuenta con más de 2500 especies que corresponden a unas 200 familias botánicas, de las cuales el 50 % son de Venezuela, proviniendo el resto de Centroamérica, África, la India y otras regiones de Asia y Suramérica.
De sus 70 hectáreas, 15 de ellas tienen unas determinadas zonas donde se encuentran las plantas distribuidas por sectores, las 55 hectáreas restantes, se han reforestado y se han dedicado como bosque autóctono preservado.
De los sectores existentes, son de destacar:
- Laguna Principal
- Senderos de Interpretación
- Orquideario
- Bosque Húmedo Tropical
- Laguna Venezuela
- Jardín Xerofítico
- Palmeto, es una de las colecciones de Palmas más importantes de Latinoamérica, albergando unos 4.000 ejemplares de unas 250 especies.
- Zingiberales
- Bromeliario
- Aráceas
- Zona didáctica recreacional
- Jardín Económico
- Arborétum

## Equipamientos y actividades
Dentro del Jardín Botánico de Caracas se encuentran:
- Fundación Instituto Botánico de Venezuela. Dr. Tobías Lasser[11] (FIBV), cuyo principal objetivo es el de realizar y promover la investigación botánica en el país, el inventario y conservación de la flora venezolana y la educación ambiental en todos los ámbitos.

- Biblioteca Henri Pittier, sus inicios datan de 1920, y es una biblioteca especializada en temas botánicos, especialmente en taxonomía.

- Herbario Nacional de Venezuela, fue fundado por Henri Pittier[12] en 1921, actualmente posee 400.000 especímenes que lo colocan como el mayor herbario y la referencia más completa de flora de Venezuela.

- Auditorio: Cabe destacar que dentro del edificio principal existe un Auditorio, con capacidad para trescientas personas, excelente acústica y equipos audiovisuales con tecnología de punta. En las adyacencias del Auditorio están ubicadas dos terrazas, área delimitada, ventilada y adornada por los jardines interiores que brindan luz y color a su alrededor, con murales de Wilfredo Lam.

Además de las actividades de recreación como paseos dirigidos, campamentos y excursiones, también se realizan actividades de relajación como yoga, taichí, meditación, además de constituir un importante centro de apoyo para los estudiantes y profesores de Biología, Farmacia y escuelas afines.

## Biblioteca Henri Pittier
La Biblioteca Henri Pittier (por sus siglas BHP) es el nombre que recibe un centro de documentación e información que hace parte de las instalaciones del Jardín Botánico de Caracas una propiedad del estado venezolano quien lo administra a través del Instituto Experimental Jardín Botánico "Dr. Tobías Lasser" vinculado a la Universidad Central de Venezuela  a través del Vicerrectorado Administrativo. Está especializado en taxonomía y sistemática.
Está ubicada en el Municipio Libertador al oeste del Distrito Metropolitano de Caracas y al centro norte del país sudamericano de Venezuela. Concretamente en el edificio sede del Jardín junto con el Herbario nacional y las oficinas administrativas.

## Historia
Tiene su origen en el año 1920 cuando se crea una oficina dedicada a los productos naturales, dependiente del Ministerio de Relaciones exteriores que pasaría luego a ser el Museo Comercial e Industrial, para luego constituirse como el "Servicio botánico" en 1936, que incluía un Herbario y la propia Biblioteca. En 1950 paso a denominarse Biblioteca del Instituto Botánico.
Debe su nombre actual al eminente geográfo, naturalista y botánico suizo Henri Pittier que realizó numerosos aportes con sus estudios a la ciencia en Venezuela y fue director de la biblioteca a la que aporto una diversa colección. Como parte de la Ciudad Universitaria de Caracas es patrimonio de la Humanidad de la Unesco desde el año 2000.
Se distingue de otras bibliotecas dentro de la universidad pues se especializa concretamente en el área de la Botánica. Ha recibido donaciones de numerosos investigadores como la que realizara Getulio Agostini que entregó su biblioteca particular completa.

## Galería

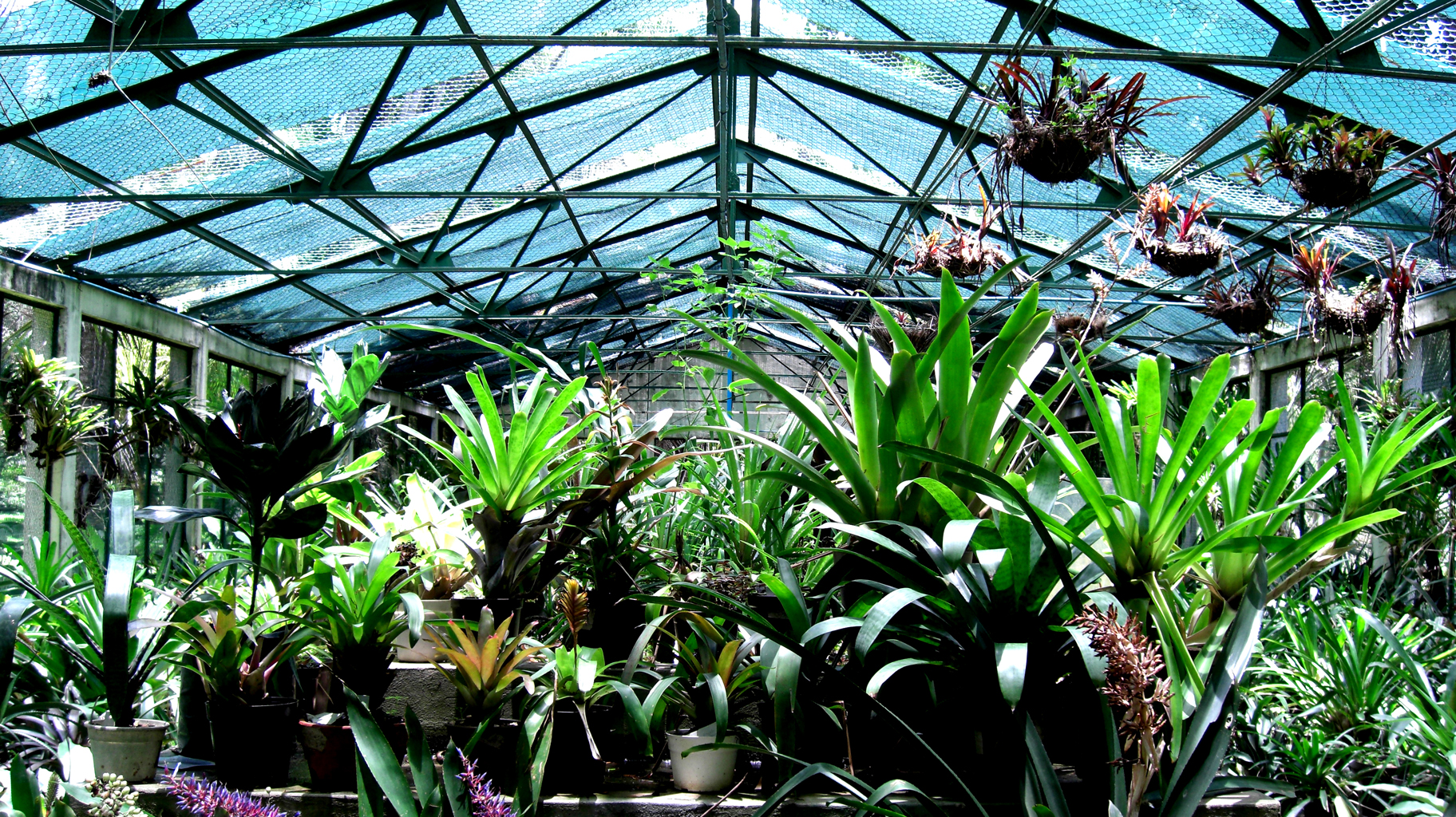
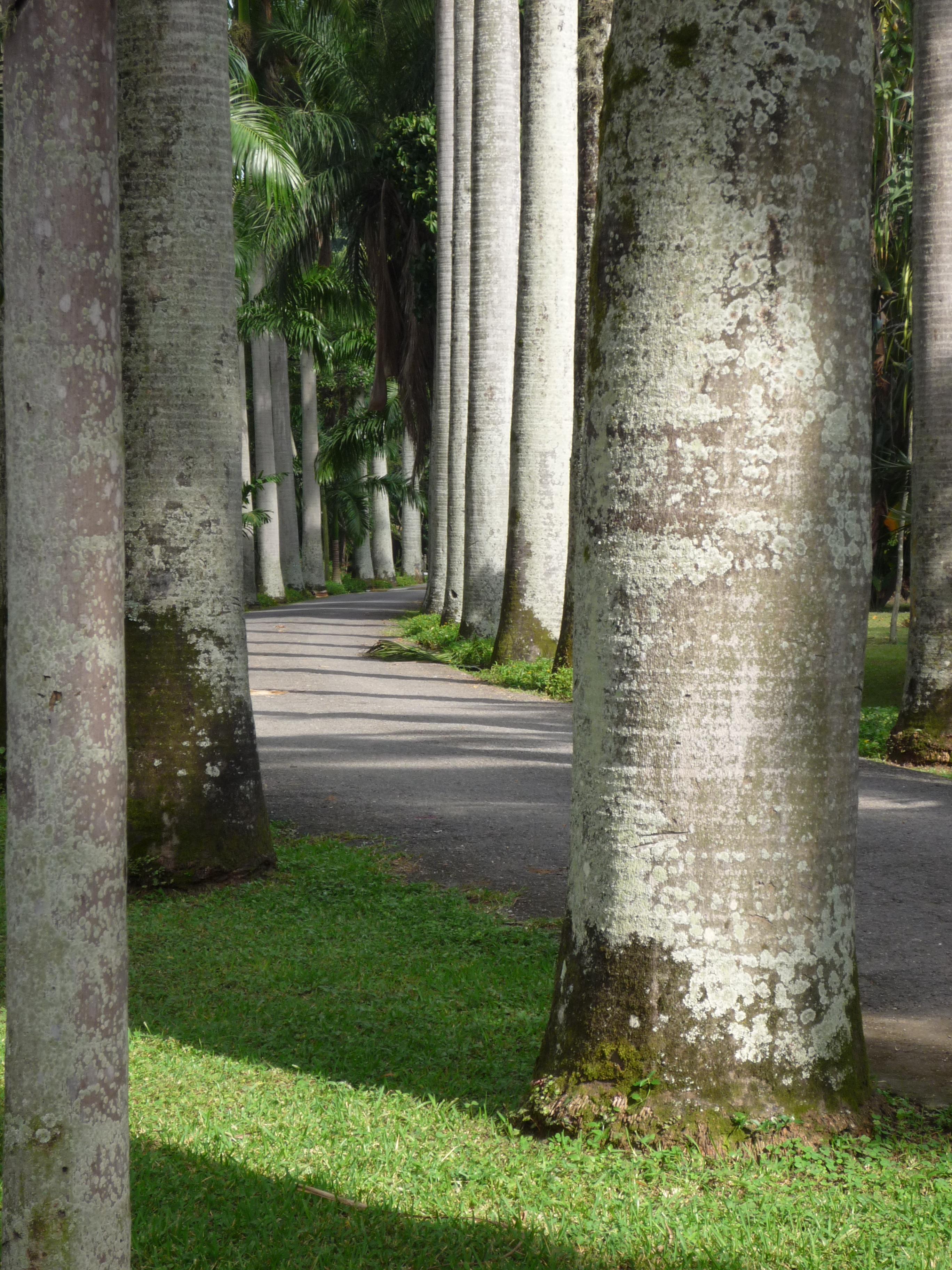
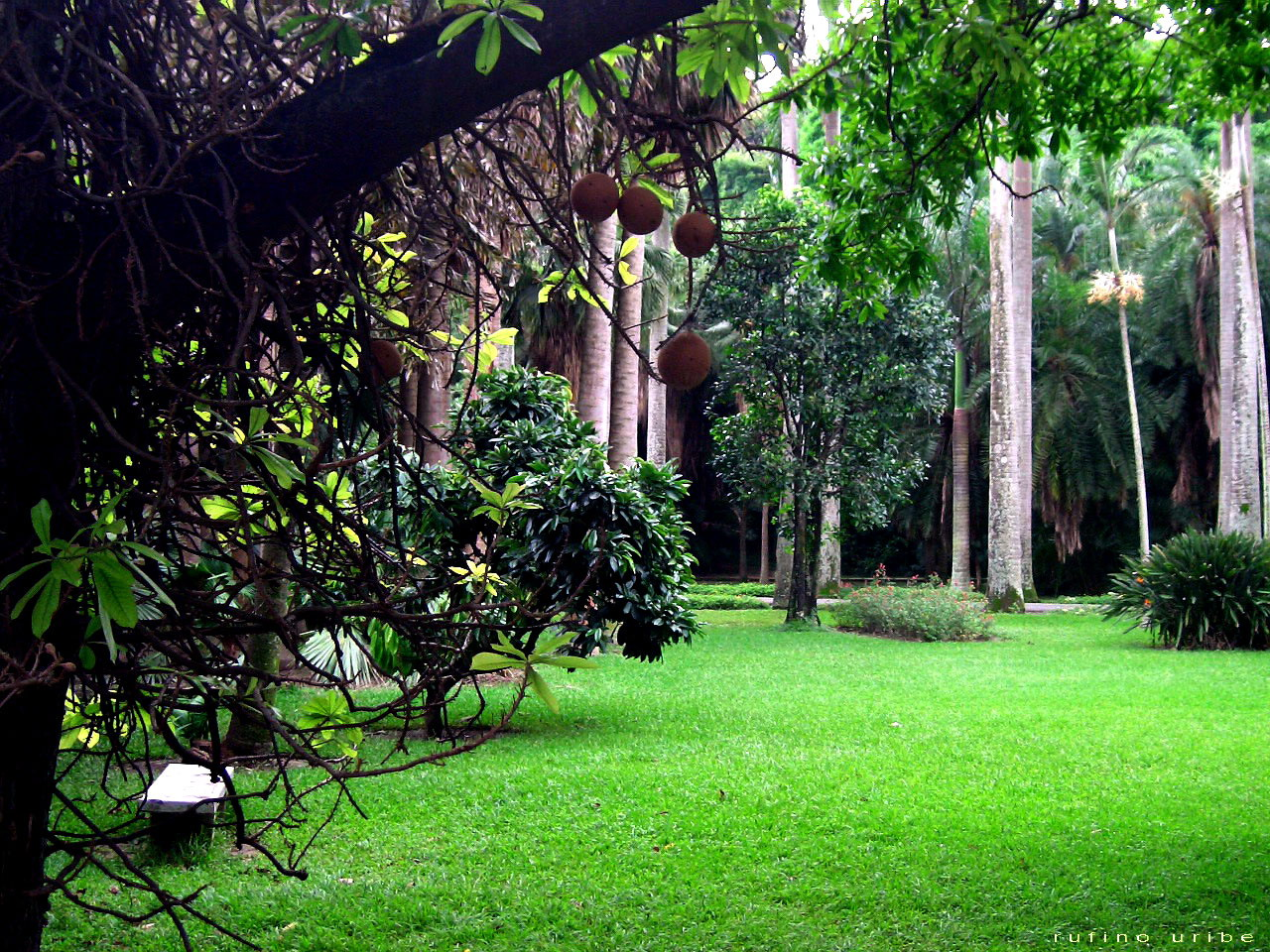
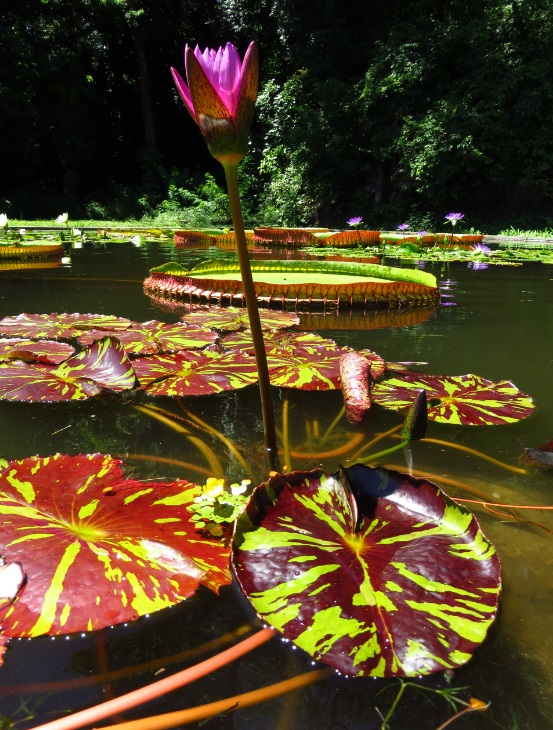
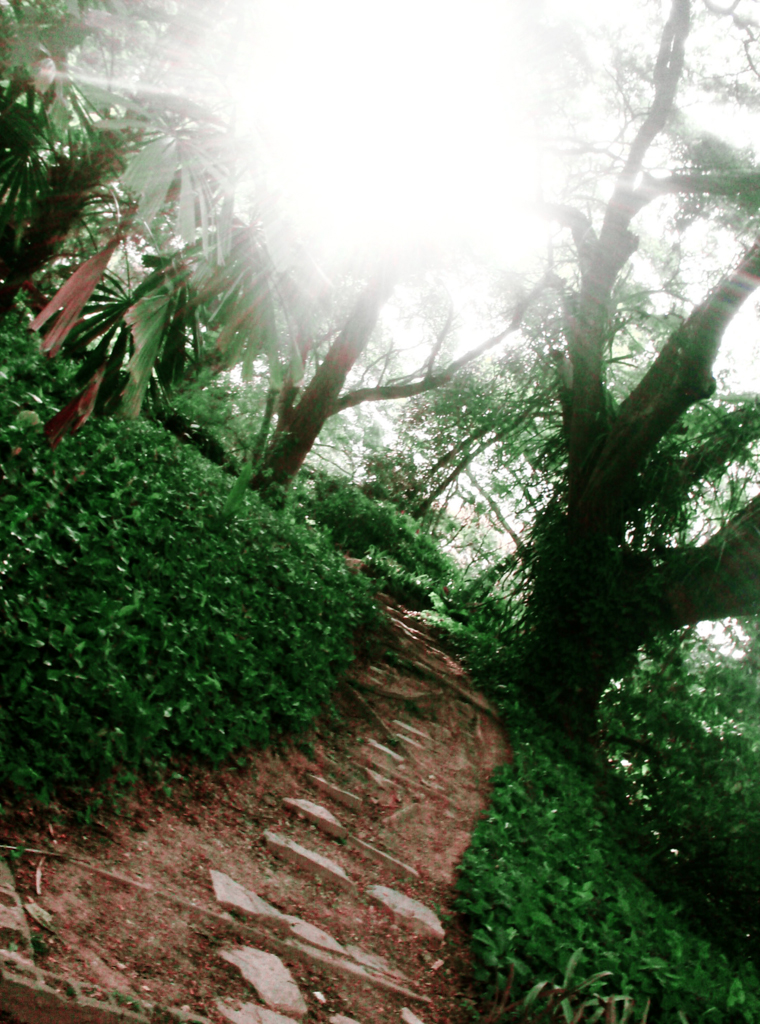
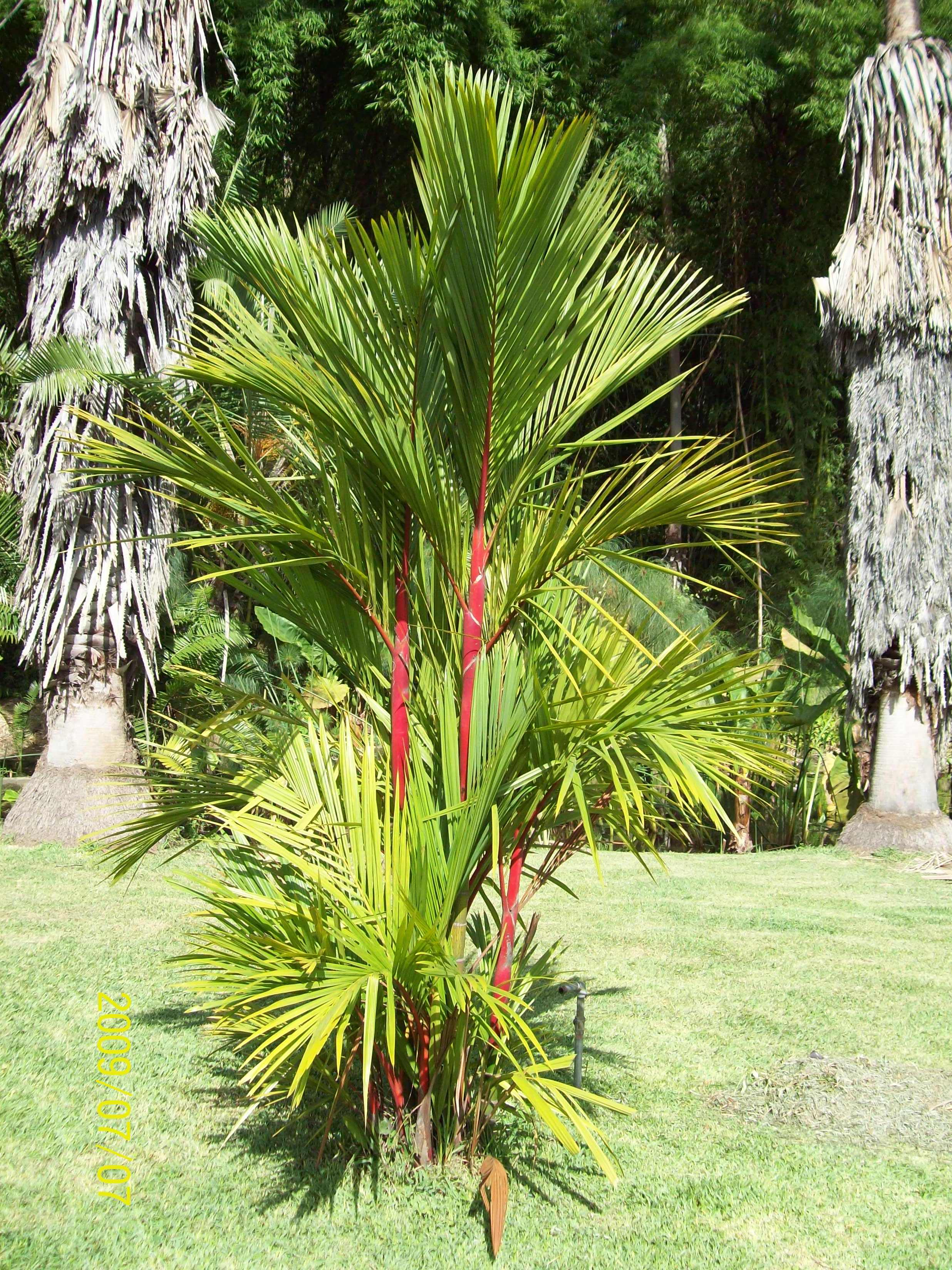
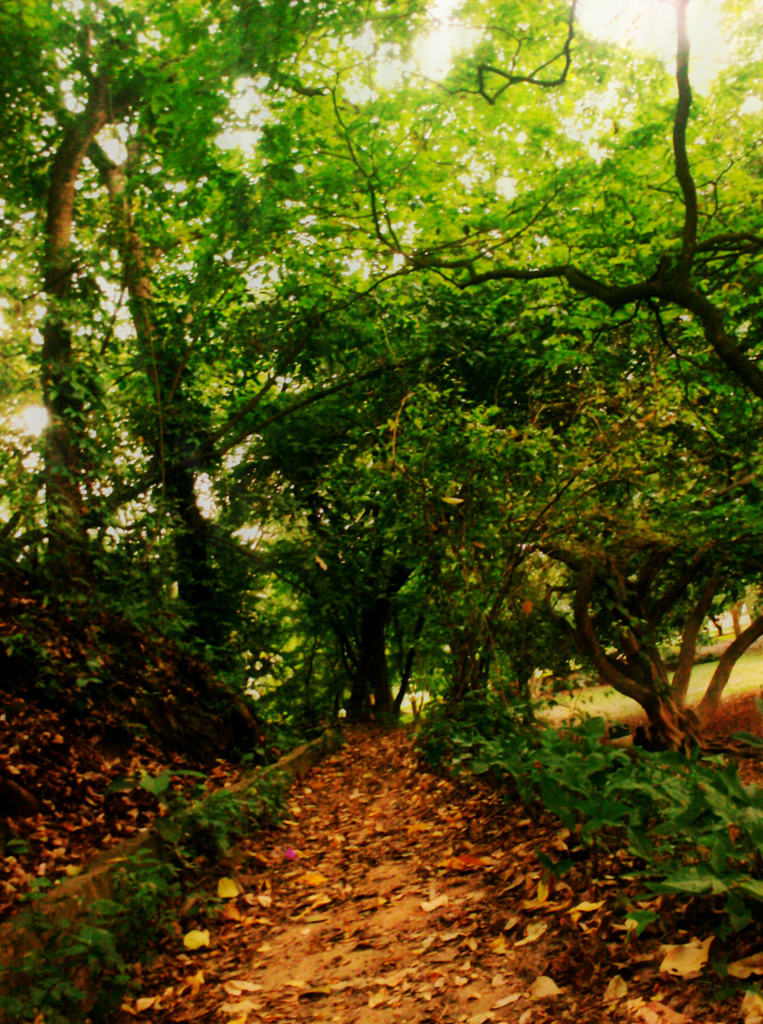
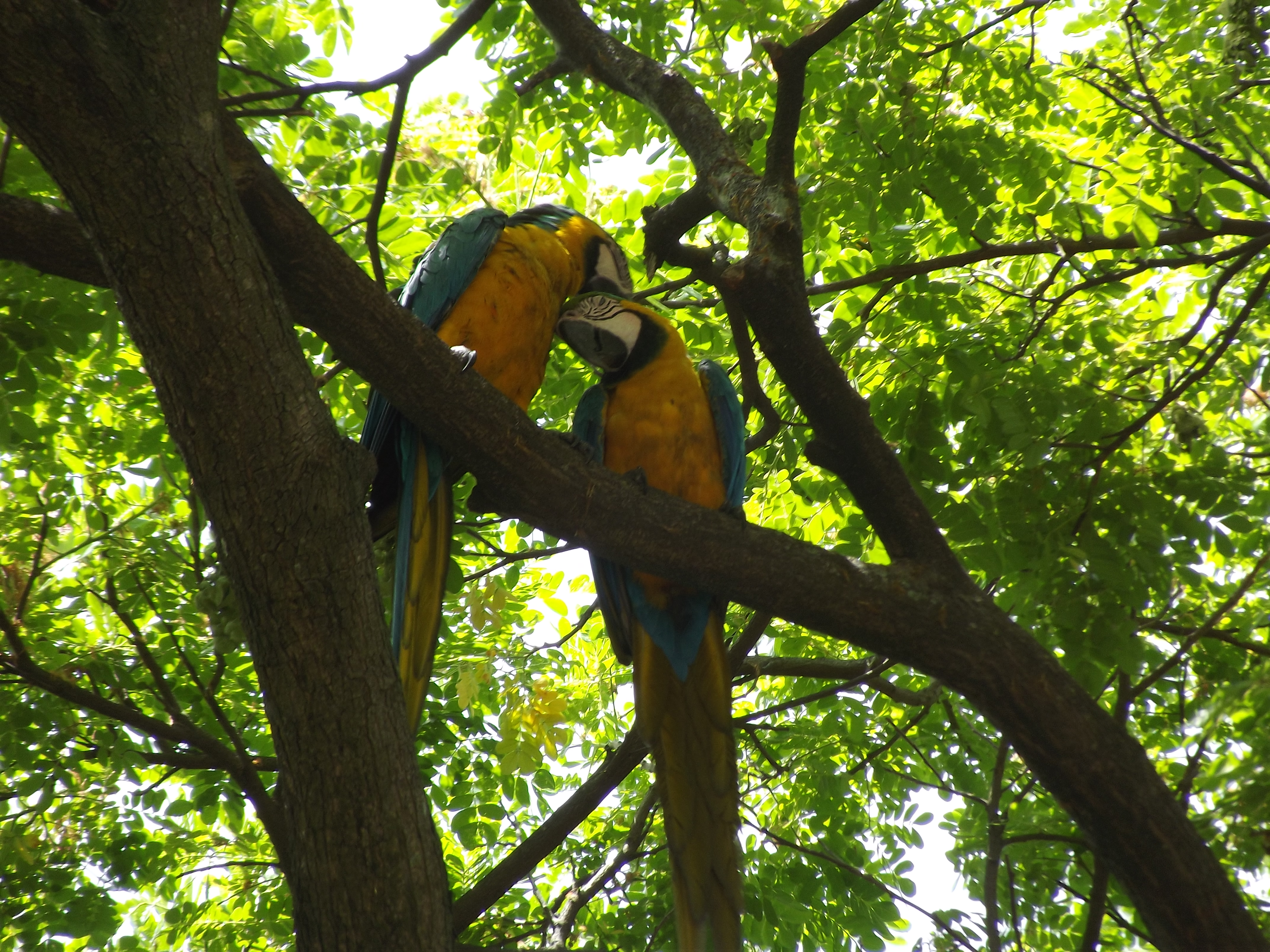
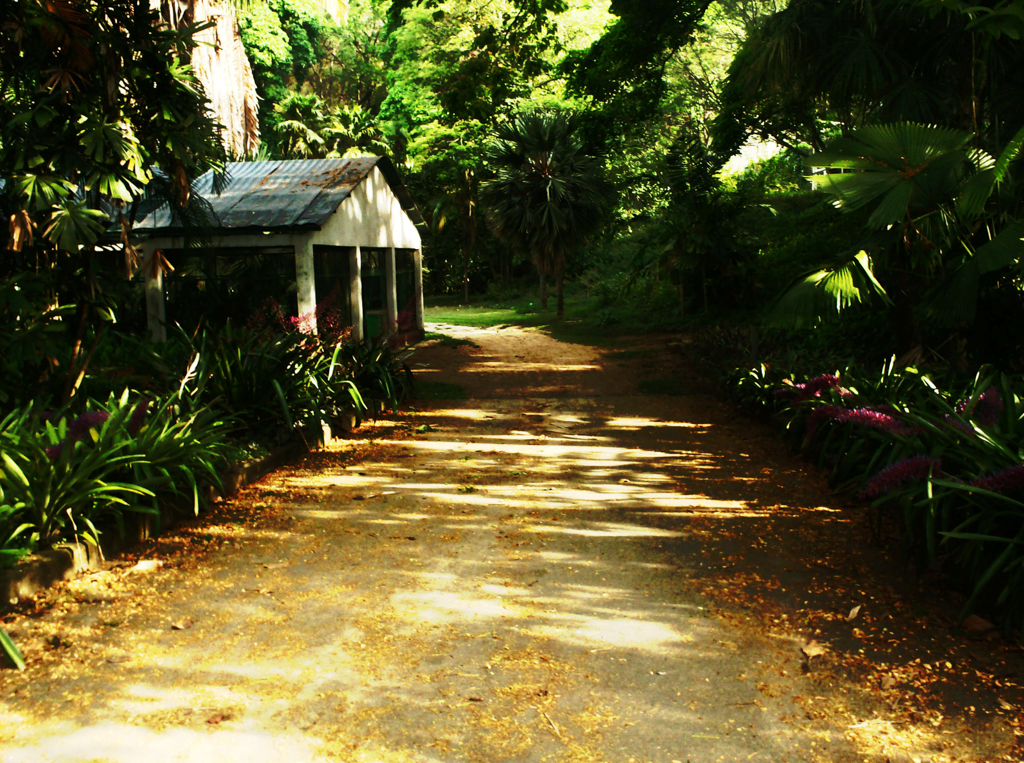
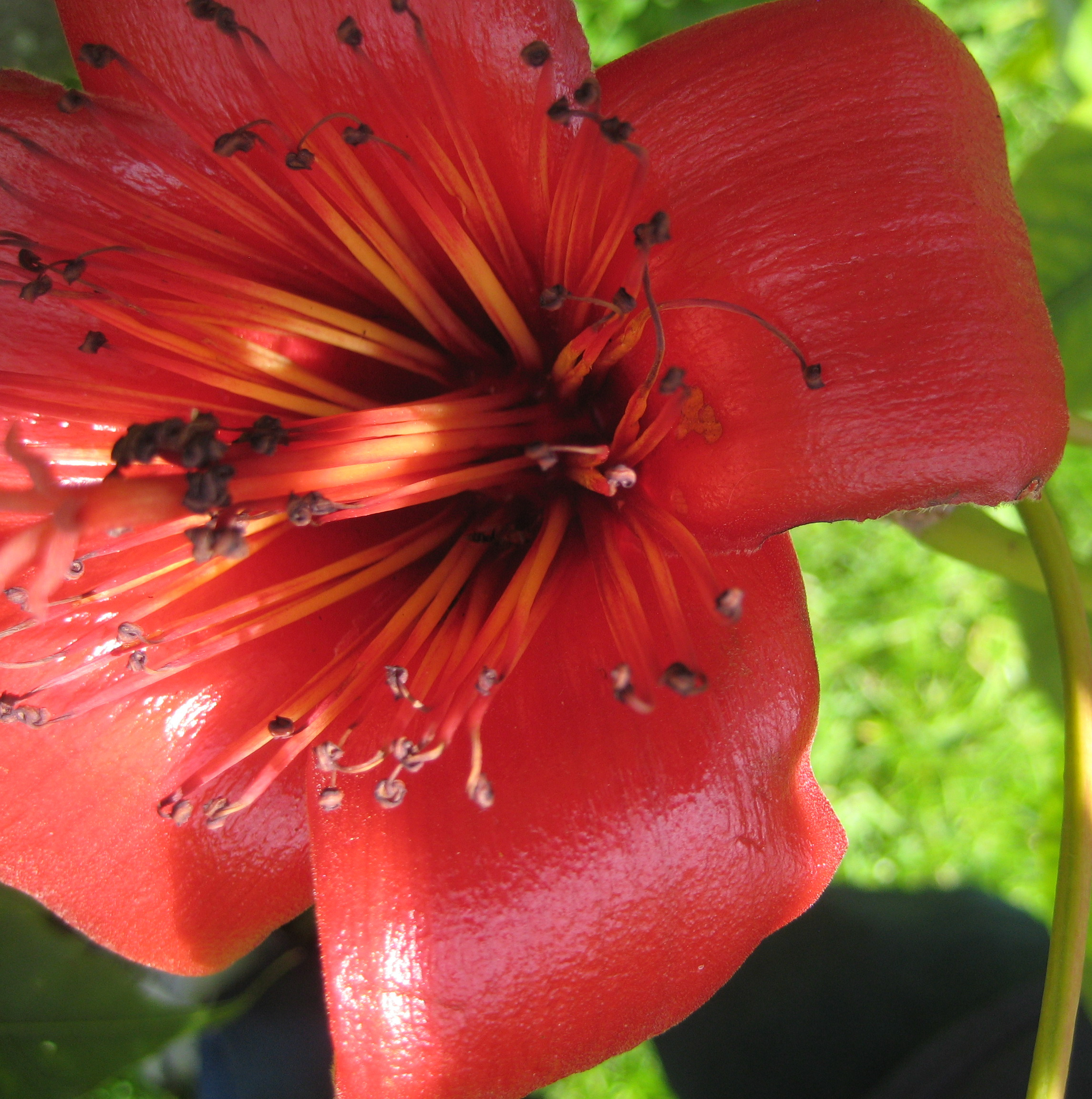
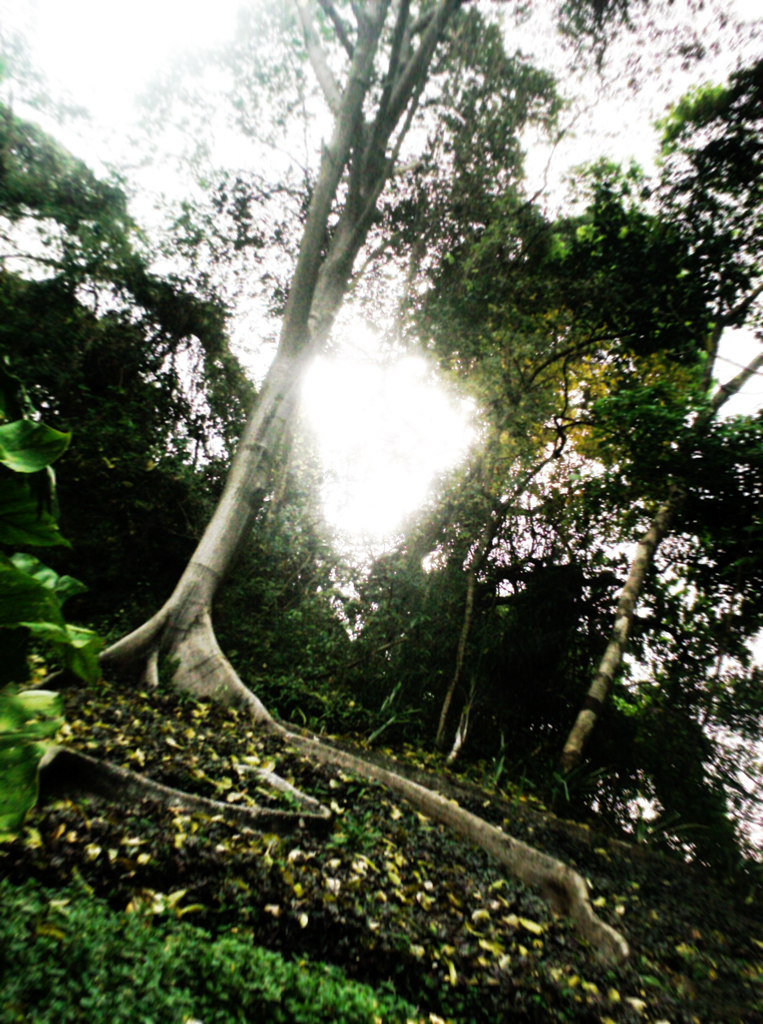
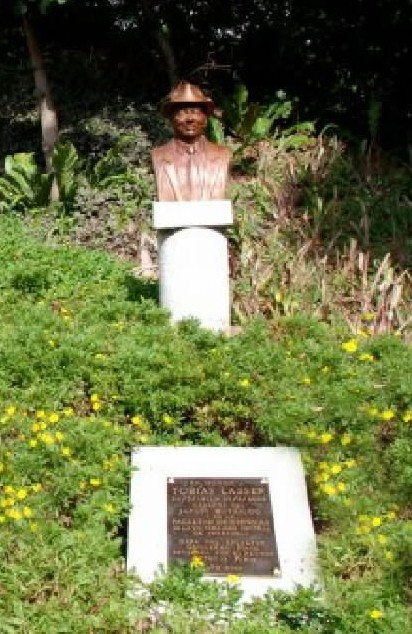
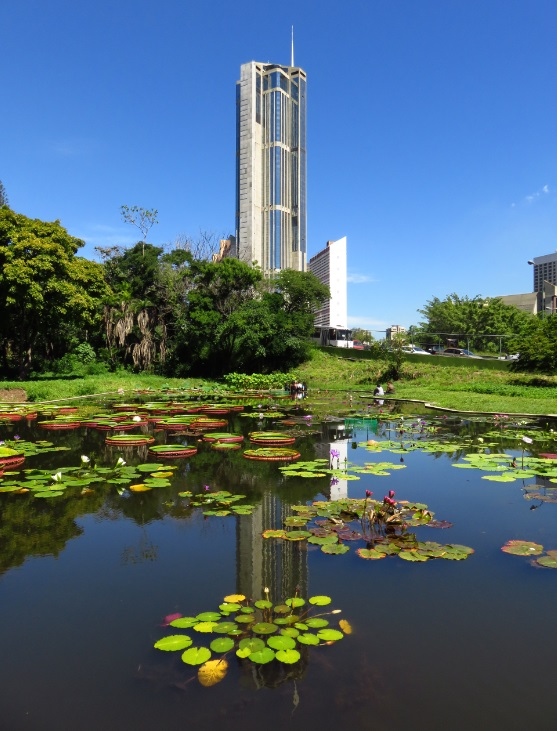
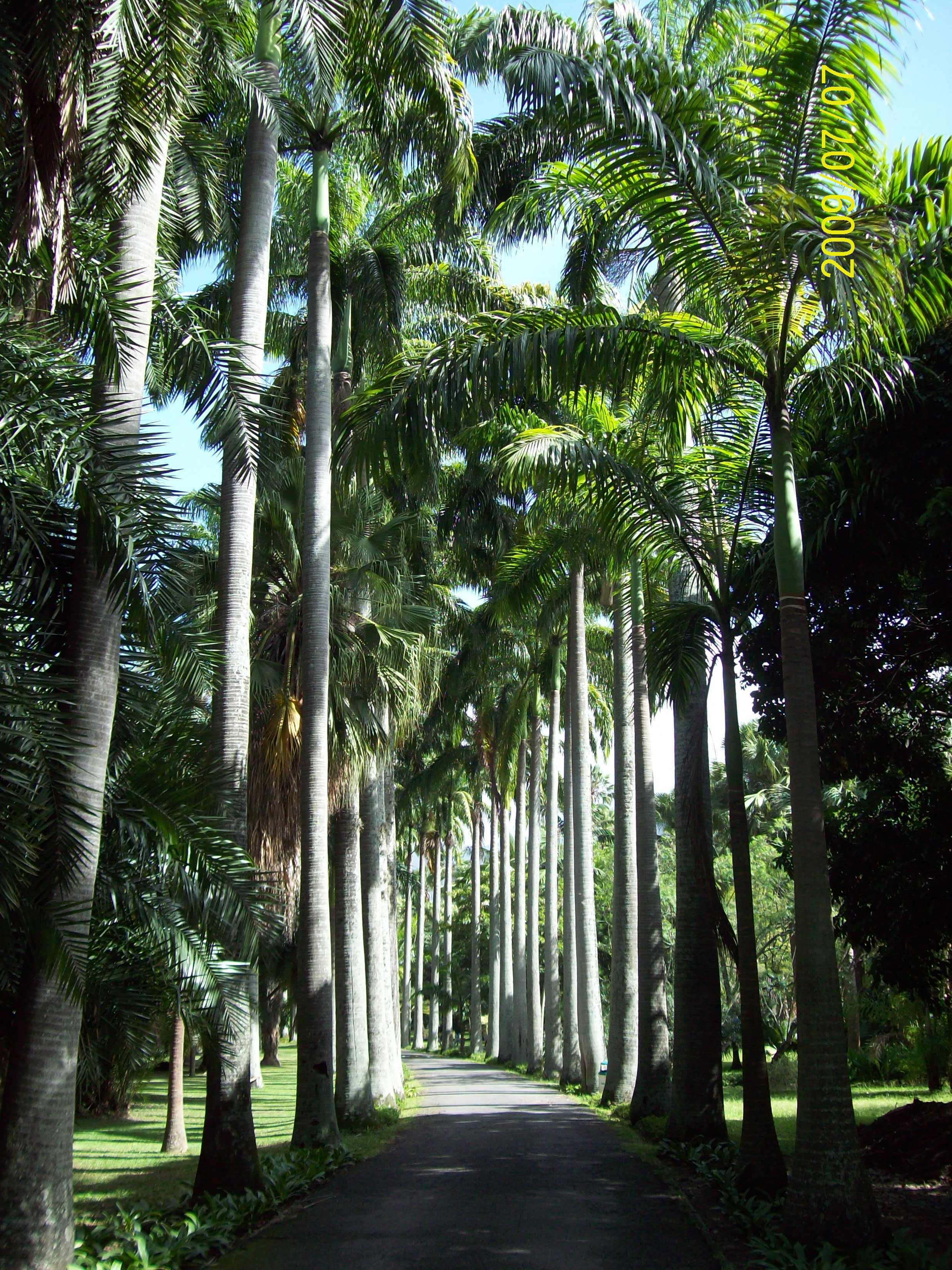

### Videos
- Youtube: Jardín Botánico
- Youtube: Jardín Botánico 2
- Youtube: Jardín Botánico de la Universidad Central de Venezuela
- Youtube: Jardín Botánico de la UCV según Leandro Aristiguieta

- Datos: Q3079714
- Multimedia: Jardín botánico de la Universidad Central de Venezuela / Q3079714